# Marco Julio Gesio Marciano

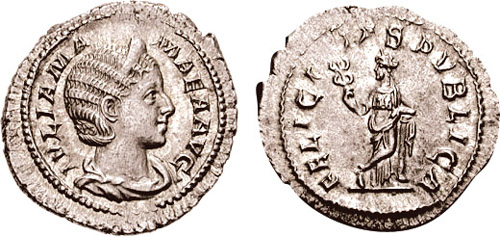
Julia Mamea en un denario que conmemora la Felicitas.

Marco Julio Gesio Marciano  fue un aristócrata sirio que vivió a caballo entre los siglos II y III.

## Biografía
Natural de Arca Caesarea (moderna Arqa, Líbano), la carrera de Marciano avanzó dentro del rango ecuestre y se convirtió en un promagistrado.
Marciano se casó con Julia Avita Mamea, como su segundo esposo. Era la segunda hija de la poderosa mujer siria Julia Mesa y el noble sirio Julio Avito; su tía materna fue la emperatriz romana Julia Domna y su tío materno por matrimonio fue el emperador romano Lucio Septimio Severo; sus primos maternos fueron los emperadores romanos Caracalla y Publio Septimio Geta y Julia era la tía materna del emperador romano Heliogábalo.
Mamea dio dos hijos a Marciano, una niña llamada Theoclia, de la que se sabe poco, y un niño llamado Marco Julio Gesio Basiano Alexiano, más tarde emperador como Alejandro Severo (208-235). Sus hijos nacieron y se criaron en Arca Caesarea. Marciano falleció probablemente antes de que su hijo se convirtiera en emperador romano en 222.